# 珠海公交Z11路线
珠海公交Z11路线是广东省珠海市内的一条微公交线路，由香洲至日月贝，运营方是珠海公交巴士有限公司。
此线路是珠海著名旅游线路，也是珠海客流量较大的线路，在节假日常常满座。

## 简介
- 线路由香洲至日月贝，以6台广客GTZ6859BEVB1车型运营。
- 本线路服务时间是香洲07:00-22:25（周五、六07:00-23:00），日月贝07:25-23:00（周五、六07:25-23:30）。

## 历史
2017年4月15日，为方便市民前往日月贝游玩，开通本线路。
2017年12月23日，本线路服务时间调整为：香洲07:00-20:50，日月贝07:25-21:30。；2018年2月12日，本线路服务时间再次调整为：香洲07:00-22:25（周五、六调整为07:00-23:00），日月贝07:25-23:00（周五、六调整为07:25-23:30）。
2019年10月1日，本线路原日月贝站更名为珠海大剧院，并将首末站调整至珠海大剧院以西的新首末站。
2020年2月5日，受新冠肺炎疫情影响，本线路临时停运。；2月24日，为方便群众出行，结合疫情防控情况，本线路恢复运营。

## 停靠站点
截至2025年3月14日，珠海公交Z11路线往香洲共停站7个，往日月贝方向共停站8个。
| Z11路 香洲 ←→ 日月贝 |              |          |
| 上行编號             | 站名         | 下行编號 |
| 1                    | 香洲         | 7        |
| 2                    | 狮山路中     | 6        |
| 3                    | 狮山社区医院 | 5        |
| 4                    | 狮山路东     | 4        |
| 5                    | 百货公司     | 3        |
| 6                    | 湾仔沙广场   | ↑        |
| ↓                    | 名亭公园     | 2        |
| 7                    | 珠海大剧院   | ↑        |
| 8                    | 日月贝       | 1        |

## 注意事项
如有大型活动或节假日，本线路会派出大巴行驶，大巴行驶的线路可能将不行驶狮山路。